# ويليام غيلبرت (سياسي)
ويليام غيلبرت (بالإنجليزية: William Gilbert)‏ هو مسير أعمال وشخصية أعمال وسياسي بريطاني وأسترالي (وحمل سابقاً جنسية المملكة المتحدة لبريطانيا العظمى وأيرلندا)، ولد في 23 فبراير 1829 بأيلزبري في المملكة المتحدة، وتوفي في 4 فبراير 1919. انتخب عضو مجلس النواب جنوب أستراليا من الجمعية عن دائرة Electoral district of Barossa ‏ وقد انضم خلال فترته النيابية (3 مايو 1902 – 2 نوفمبر 1906)  للكتلة البرلمانية National Defence League (Australia) ‏ وانتخب عضو مجلس النواب جنوب أستراليا من الجمعية عن دائرة Electoral district of Yatala ‏ وقد انضم خلال فترته النيابية (25 أبريل 1881 – 2 مايو 1902)  للكتلة البرلمانية مستقل.